# Mars & Roses
Mars & Roses és el cinquè àlbum d'estudi de la cantant japonesa Misia, que es va editar l'11 de febrer de 2004. Va vendre'n 151.087 còpies durant la primera setmana i es va situar a la tercera posició de les llistes japoneses L'àlbum es va gravar a Londres, Nova York i Tokio. La cançó «Little Rose», títol i tema de l'àlbum va estar inspirats en el l'obra El petit príncep d'Antoine de Saint-Exupéry. Mars & Roses va ser produït pel compositor de cançons Keith Crouch i inclou un duet amb Erykah Badu. La primera edició de l'àlbum inclou una versió en viu extra de «Snow Song», de la que l'arranjament senzill de piano va ser compost pel líder de la banda de Misia i pianista, Tohru Shigemi, durant un dels seus assajos de la gira.
L'àlbum va aconseguir la certificació de platí de la RIAJ al vendre'n més de 250.000 còpies.

## Enregistrament

### Londres
Els primers enregistraments de Mars & Roses van tenir lloc a Londres, on el senzill «Kokoro Hitotsu» va ser gravat, amb l'assistència de la London Philharmonic Orchestra. La cara B, "Namida no Present", va ser escrita per Misia i representa una escena de pel·lícula. Després de llegir les lletres, Shiro Sagisu va compondre la melodia, que gira entorn del so de l'obturador d'una càmera.
"Diamond" també va ser enregistrada a Londres. Després d'escoltar sobre com l'estudi que estaven usant era anteriorment un estable, Misia es va escriure lletres que s'assemblaven a la història d'un Western. La línia "Kasanaru renga wa meiro no yō" (重なるレンガは迷路のよう, (Aquestes) rajoles que es solapen són com un laberint) es refereix directament a la visió de la que era testimoni fora d'una finestra de l'edifici.

### Nova York
Misia també va gravar una sèrie de cançons amb Keith Crouch a Nova York. Les primeres cançons gravades van ser «Snow Song» i «Challenger», però, en escoltar un demo de «In My Soul», Misia va ser ferma sobre la gravar-la. Ella va escriure les lletres sobre l'"eix del temps", i com, igual que el big-bang va modelar l'univers, trobades casuals poden donar a llum a l'amor. «Snow Song» va ser inspirat pels paisatges nevats de Tòquio.
«Challenger», que incorpora un final de percussió, és descrit per Crouch com "com un partit", amb lletres que expliquen la història d'una "nena lluitadora enamorada". «Sunshine», va ser una altra demo de Crouch, en la qual ell mateix participa en el cor. La cançó explica la història d'un nen que dona a noia un passeig a la part posterior de la seva bicicleta per anar a veure el sol del matí.
«Akai Inochi» és un duet amb Erykah Badu (a qui Misia es refereix afectuosament com la veu de la Mare Terra). La idea de formar un equip amb les dues cantants en una cançó primer va ser ideada per Broderick D. Morris el maig de 2003, després de presentar l'una a l'altra mentre tots dues estaven enregistrant a Nova York. Badu va contribuir al cor i ad lib de "Akai Inochi", una cançó anti-guerra que parla de com els esdeveniments del 9/11 es va tornar la "existència aparentment distant de la guerra a la realitat d'avui".

### Tokio
La cançó «Little Rose», escrita i composta per Misia, es va inspirar en el famós "les coses importants de la vida són de vegades visibles només per al cor", el missatge de la novel·la, El Petit Príncep. La demo de Misia, que va ser inicialment una balada d'un mig tempo lent, va ser canviada per Sakoshin per donar-li un toc més optimista i en general "feliç".
Mars & Roses inclou el primer interludi de Misia des de l'àlbum 2001, "Marvelous". Compost per Sakoshin, «Interlude: When Misia was 7» mostra enregistraments de veu de Misia amb 7 anys, acreditat com a Petita Misia. Sakoshin també va fer la seva primera incursió en la composició de cançons per a aquest àlbum, co-escrivint la lletra de «Groovin», que versa al voltant de "ser capaç d'expressar-se en tantes formes com sigui possible". «Eyes on Me» és una altra cançó produïda per la mateixa Misia. Ella va explicar: "Durant la meva última gira, algunes melodies em venien durant els meus somnis, i així és com «Eyes on Me» es va produir". A petició seva, la cançó compta amb l'ús de la guitarra espanyola, interpretada per Kazumi Watanabe.

## Llista de cançons
| Núm. | Títol                                                                        | Lletra          | Música              | Durada |
| ---- | ---------------------------------------------------------------------------- | --------------- | ------------------- | ------ |
| 1.   | «In My Soul»                                                                 | Misia           | Keith Crouch, Misia | 4:29   |
| 2.   | «Sunshine»                                                                   | Misia           | K. Crouch, Misia    | 4:36   |
| 3.   | «Snow Song»                                                                  | Misia           | K. Crouch           | 4:59   |
| 4.   | «Little Rose»                                                                | Misia           | Misia               | 4:52   |
| 5.   | «Interlude: When Misia was 7»                                                |                 | Sakoshin            | 1:07   |
| 6.   | «Groovin'»                                                                   | Misia, Sakoshin | Sakoshin            | 4:19   |
| 7.   | «Eyes on Me»                                                                 | Misia           | Misia               | 4:44   |
| 8.   | «Challenger»                                                                 | Misia           | K. Crouch, Misia    | 4:59   |
| 9.   | «Namida no Present» (涙のプレゼント Namida no Purezento, "Present of Tears") | Misia           | Shirō Sagisu        | 4:59   |
| 10.  | «Diamond»                                                                    | Misia, Mash     | S. Sagisu           | 4:36   |
| 11.  | «Akai Inochi feat. Erykah Badu» (赤い命 , "Red Destiny")                     | Misia           | Tomohiro Gondo      | 4:52   |
| 12.  | «Kokoro Hitotsu» (心ひとつ , "One Heart")                                    | Misia           | S. Sagisu           | 4:38   |
| 13.  | «Snow Song (Live Version)» (First Press Bonus Track)                         | Misia           | K. Crouch           | 5:31   |

## Llistes

### LlistaOriconde vendes
| Llançament     | Llista                          | Posició | Vendes debut | Vendes totals | Duració     |
| -------------- | ------------------------------- | ------- | ------------ | ------------- | ----------- |
| 11 febrer 2004 | Llista Oricon diària d'àlbums   | 1       |              | 249.719       | 13 setmanes |
| 11 febrer 2004 | Llista Oricon setmanal d'àlbums | 3       | 151.087      | 249.719       | 13 setmanes |
| 11 febrer 2004 | Llista Oricon mensual d'àlbums  | 4       |              | 249.719       | 13 setmanes |
| 11 febrer 2004 | Llista Oricon anual d'àlbums    | 58      |              | 249.719       | 13 setmanes |

### Llista de vendes físiques
| Llista                              | Posició |
| ----------------------------------- | ------- |
| Lista Oricon diària d'àlbums        | 1       |
| Llista Oricon setmanal d'àlbums     | 3       |
| Llista Oricon mensual d'àlbums      | 4       |
| Llista Oricon anual d'àlbums        | 58      |
| Llista Soundscan d'àlbums(Només CD) | 2       |